# Amor à Vida
Amor à Vida ist eine brasilianische Telenovela, die zwischen dem 20. Mai 2013 und dem 31. Januar 2014 vom brasilianischen Sender Rede Globo erstmals ausgestrahlt wurde. Die Fernsehserie umfasst 221 Folgen. Die Telenovela wurde 2016 mit dem GLAAD Media Award in der Kategorie „Beste Romanvorlage“ ausgezeichnet.

## Kurzabriss der Handlung
- Kapitel 1/2001

In der Geschichte geht es um eine sehr wohlhabende Familie in Brasilien, die darum kämpft, die Kontrolle über das berühmte Krankenhaus San Magno in São Paulo zu behalten. Das Krankenhaus ist im Besitz der Familie Khoury und wird von dem Allgemeinmediziner César Khoury geleitet. Auch dessen Frau Pilar ist Ärztin, eine Dermatologin im Ruhestand. Paloma, die jüngste Tochter des Paares, will Medizin studieren und wurde gerade nach einigen zuvor vergeblichen Versuchen an einem College angenommen. Félix wiederum, der älteste Sohn der Khourys, schlägt mangels Vermögens ein Medizinstudium aufnehmen zu können, einen anderen Weg ein, er wählt den Weg in die Verwaltung, um in nicht allzuferner Zukunft im Vorstand des Krankenhauses zu arbeiten und dasselbe eines Tages leiten zu können. Obwohl Félix schwul ist, hat er die Stylistin Edith geheiratet, um nach außen hin den Schein zu wahren. Paloma Khoury ist der Liebling ihres Vaters und hat zu ihrer Mutter kein gutes Verhältnis, ganz im Gegensatz zu Félix, bei dem es genau andersherum ist.
Anlässlich Palomas Aufnahme ins College reist die Familie nach Machu Picchu in Peru. Dort lernt Paloma den Rucksacktouristen Ninho kennen und verliebt sich in ihn. Da ihre Familie mit dieser Verbindung nicht einverstanden ist, beschließt Paloma, ihr Studium nicht aufzunehmen, ihre Familie zu verlassen und Ninhos unorthodoxen Lebensstil zu teilen. Das Paar zieht ziellos per Anhalter durch Südamerika und kostet seine Liebe intensiv aus. Als Paloma feststellt, dass sie schwanger ist, beschließt sie, zu ihren in São Paulo lebenden Eltern zurückzukehren. Es gelingt ihr, auch Ninho davon zu überzeugen, im Interesse des Babys mit ihr zu gehen.
Leider beschließt Ninho während der Reise zurück nach Brasilien, Drogen zu schmuggeln, um die Tickets bezahlen zu können. Am Flughafen in Bolivien findet man die an seinem Körper versteckten Suchtmittel, woraufhin Ninho festgenommen wird. Paloma setzt ihren Flug nach Hause daraufhin allein fort im Vertrauen darauf, dass ihr Bruder Félix, der ihre Verbindung mit Ninho befürwortet hatte, ihr bei ihren Problemen helfen werde. Félix rät ihr jedoch erst einmal, ihre Schwangerschaft vor den Eltern geheim zu halten. Dass seine Gründe sehr eigennütziger Natur sind, ahnt Paloma nicht. Seine Frau Edith unterstützt ihre Schwägerin dabei, ihren Zustand zu verschleiern. Als Palomas Schwangerschaft sich dem Ende zuneigt, wird Ninho aus dem Gefängnis entlassen und begibt sich nach Sao Paulo. Obwohl Félix vorgibt, seiner Schwester und deren Freund helfen zu wollen, plant er, sie loszuwerden, da er sein zukünftiges Erbe auf keinen Fall teilen möchte. Ein Zufall will es, dass Palomas Mutter die weit fortgeschrittene Schwangerschaft ihrer Tochter doch noch bemerkt und ihren Mann César entsprechend informiert. Neben ihrer Mutter, von der Paloma sowieso kein Verständnis erwartet hatte, reagiert auch ihr Vater wenig verständnisvoll. Ein nachfolgender Streit führt dazu, dass Paloma und Ninho sich in eine Bar flüchten. Unter Alkoholeinfluss stehend meint Ninho, dass er überhaupt keine Familie gründen wolle. Enttäuscht schickt Paloma ihn daraufhin fort und bekommt kurz darauf vorzeitig Wehen. Im Badezimmer der Bar bringt sie ein Mädchen zur Welt. Marcia, die Patronin der Bar und ehemalige Tänzerin, steht ihr zur Seite. Félix, der inzwischen auf der Suche nach Paloma ist, findet sie allein und bewusstlos mit ihrer neugeborenen Tochter im Badezimmer der Bar vor. Marcia hatte sich aus Angst vor einer Verhaftung zurückgezogen, da die Polizei sie auf dem Kieker hat. Zuvor hatte sie noch telefonisch einen Krankenwagen geordert.
Félix, der in dem Säugling einen potentiellen Erben sieht und sich dadurch bedroht fühlt, entführt das Kind und lässt es ohne Skrupel in einem in einer Gasse stehenden Müllcontainer zurück. Als Paloma wieder zu sich kommt, ist ihre Tochter verschwunden. Bruno, ein liebenswerter Mann, der gerade aufgrund von Komplikationen seine Frau und seinen neugeborenen Sohn verloren hat, und ziellos durch die Straßen läuft, hört Palomas Tochter weinen und entdeckt sie in dem Container. Er nimmt das als göttliches Zeichen und das kleine Mädchen mit nach Hause. Hilfe erhält er von seiner Mutter Ordália, die als Krankenschwester im Krankenhaus San Magno arbeitet sowie von der Gynäkologin Glauce, die ihm hilft, das Baby zu behalten, ohne einen formellen Adoptionsprozess durchlaufen zu müssen. Die Ärztin kommt Félix’ Bitte nach, zu bestätigen, dass seine Frau zwei Kinder zur Welt gebracht habe, einen Jungen, der gestorben sei und ein überlebendes Mädchen. Obwohl Glauce ein hohes Risiko eingeht, tut sie Félix diesen Gefallen, da sie in ihn verliebt ist. Bruno, Ordália und Glauce versichern sich gegenseitig, dass dieses Geheimnis niemals offenbart werden dürfe.
- Kapitel 2/2013

Inzwischen sind zwölf Jahre vergangen. Paloma hat ihre Beziehung zu Ninho seinerzeit beendet, sich bei ihren Eltern entschuldigt, eine medizinische Laufbahn eingeschlagen und arbeitet inzwischen als Kinderärztin im Krankenhaus ihres Vaters. Sie hat die Pädiatrie gewählt, um sich um Kinder kümmern zu können, da sie den Verlust ihrer Tochter nie verwunden hat. Paloma glaubt aber fest daran, dass sie noch am Leben ist. Dass sie ihr Kind längst kennengelernt hat, weiß sie allerdings nicht: Es ist die kleine Paula, ein äußerst hübsches und kluges Mädchen und eine ihrer liebsten Patientinnen. Die Verbindung zu diesem Kind war von Anfang an besonders. So kommt es auch zu einer Verbindung zwischen Paloma und Paulas Vater Bruno, was Paula sehr schön findet, da sie Paloma liebt. Die drei sind solange glücklich miteinander, bis Ninho nach Brasilien zurückkehrt, um seine Beziehung zu Paloma wieder aufzunehmen. Dann aber tritt etwas ein, was alles ändert. Paula erkrankt schwer und benötigt eine Organspende. Paloma findet nun anhand eines DNA-Testes heraus, dass Paula ihre Tochter ist. In der Überzeugung, dass Bruno ihre Tochter vor zwölf Jahren gestohlen habe, verwandelt sich ihre Liebe in Hass. Sie wendet sich wieder Ninho zu und gemeinsam beschließen sie, Bruno vor Gericht zu bringen. Paloma will das Sorgerecht für ihre Tochter. Doch auch der wahre Schuldige, Palomas Bruder Félix, sieht sich erneut damit konfrontiert, dass seinen Plänen als Alleinerbe der Eltern neben Paloma nun wiederum deren Tochter im Wege steht. Félix bekommt unerwartet Hilfe von Glauce, die ihn im Kampf gegen Paloma, die ihr in ihren Augen Bruno weggenommen hat, nur allzu gern unterstützt. Bruno engagiert die Anwältin Silvia zu seiner Verteidigung.
- Nebenhandlung

Die Ehe von Cesar und Pilar Khoury gerät in Gefahr, als die psychopathische Aline, die neue medizinische Sekretärin von César auftaucht, die alles versucht, um den Krankenhausleiter zu verführen. Dass sie sich an ihm rächen will, da sie ihn für diverse Tragödien in ihrem Leben verantwortlich macht, bleibt erst einmal im Dunklen. Der Grund ihres Handelns liegt in der Vergangenheit.
Zum Zweiten geht es um das schwule Paar Niko und Eron, das sich ein Kind wünscht und das durch eine künstliche Befruchtung erreichen will. Als Leihmutter haben beide sich Amarilys, eine enge Freundin von Niko ausgesucht, die sich jedoch in Eron verliebt, was die Beziehung der beiden Männer auf eine schwere Probe stellt.

## Produktion

### Hauptdarsteller und tragende Darsteller
| Schauspieler          | Zeichen                                               |
| --------------------- | ----------------------------------------------------- |
| Paolla Oliveira       | Paloma Rodriguez Khoury Araújo                        |
| Malvino Salvador      | Bruno dos Santos Araújo                               |
| Mateus Solano         | Félix Rodriguez Khoury                                |
| Vanessa Giácomo       | Aline Noronha Khoury                                  |
| Susana Vieira         | Pilar Rodriguez Khoury                                |
| Antônio Fagundes      | César Khoury                                          |
| Juliano Cazarré       | Ninho (Joachim Roveri)                                |
| Elizabeth Savalla     | Márcia do Espírito Santo (Tetê Para-Choque Para-Lama) |
| Thiago Fragoso        | Niko (Nicolas Corona)                                 |
| Marcello Antony       | Eron Lira Torgano                                     |
| Marina Ruy Barbosa    | Nicole Veiga de Assis                                 |
| Danielle Winits       | Amarilys Baroni                                       |
| Anderson Di Rizzi     | Carlito (Carlos José dos Santos Araújo)               |
| Tatá Werneck          | Valdirene do Espírito Santo                           |
| Klara Castanho        | Paulinha (Paula Sousa Araújo)                         |
| Rosamaria Murtinho    | Tamara Gouveia Sobral                                 |
| Bárbara Paz           | Edith Sobral Khoury                                   |
| Eliane Giardini       | Ordália Aparecida dos Santos Araújo                   |
| José Wilker           | Herbert Marques                                       |
| Luis Mello            | Atílio Pimenta Camargo / Alfredo Gentil               |
| Ary Fontoura          | Lutero Moura Cardoso                                  |
| Márcio Garcia         | Gustavo Donato (Guto)                                 |
| Lucas Romano          | Luciano dos Santos Araújo                             |
| Neusa Maria Faro      | Ciça (Maria Cecília Esteves)                          |
| Caio Castro           | Michel Gusmão                                         |
| Maria Casadevall      | Patrícia Mileto Donato                                |
| Carol Castro          | Sílvia Bueno Gusmão                                   |
| Nathalia Timberg      | Bernarda Campos Rodriguez                             |
| Christiane Tricerri   | Vega Azevedo Pimenta Camargo                          |
| Françoise Forton      | Gigi (Gisela Borba de Andrada Lemos)                  |
| Fabiana Karla         | Perséfone Fortino                                     |
| Rodrigo Andrade       | Daniel Melo Rodriguez                                 |
| Fernanda Machado      | Leila Melo Rodriguez                                  |
| Ricardo Tozzi         | Thales Brito                                          |
| Bruna Linzmeyer       | Linda Melo Rodriguez                                  |
| Rainer Cadete         | Rafael Nero                                           |
| Bel Kutner            | Joana Rangel                                          |
| Paula Braun           | Rebeca Schatman                                       |
| Mouhamed Harfouch     | Pérsio Faruq Ahmad Khoury                             |
| Kiko Pissolato        | Maciel Pereira / Wilson                               |
| Júlio Rocha           | Jacques Sampaio                                       |
| Leona Cavalli         | Glauce de Sá Benites                                  |
| Maria Maya            | Alejandra Reys Moreno                                 |
| Thalles Cabral        | Jonathan Sobral Khoury                                |
| Carolina Kasting      | Gina (Regina Maria dos Santos Batista)                |
| Fúlvio Stefanini      | Denizard Trajano Araújo                               |
| Angela Rebello        | Lídia Pinheiro                                        |
| Sophia Abrahão        | Natasha Veiga de Assis Brito                          |
| Daniel Rocha          | Rogério Machado                                       |
| Sandra Corveloni      | Neide Melo Rodriguez                                  |
| Genézio de Barros     | Amadeu Campos Rodriguez                               |
| Vera Zimmerman        | Simone Maia Benitez                                   |
| Emílio Orciollo Netto | Murilo de Andrada Lemos Corrêa                        |
| Thavyne Ferrari       | Sandra Alves Corrêa (Sandrinha)                       |
| Cristina Mutarelli    | Priscila Khoury                                       |
| Lúcia Veríssimo       | Mariah Plattini                                       |
| Álamo Facó            | Renan de Oliveira                                     |
| Renata Castro Barbosa | Marilda Fernandes                                     |
| Marcelo Schmidt       | Valentin Reys Moreno                                  |
| Ângela Dip            | Vivian Lobato                                         |
| Marcelo Argenta       | Vanderlei Brandão                                     |
| Josie Antello         | Adriana Nascimento                                    |
| Raquel Villar         | Inaiá Seixas                                          |
| Camila Chiba          | Noriko Akiyoshi                                       |
| Carol Rainato         | Raquel Gonçalves                                      |
| Gabriel Chadan        | Adoniran Lobo                                         |
| Pierre Baitelli       | Laerte Torres                                         |
| Felipe Titto          | Wagner Carvalho                                       |
| Vera Mancini          | Maristela Freitas                                     |
| Míriam Lins           | Verônica Rocha                                        |
| Marcelo Flores        | Rinaldo Silva                                         |
| Ângela Rabelo         | Eudóxia                                               |
| Carlos Machado        | Ignácio                                               |
| Lucas Malvacini       | Anjinho                                               |
| João Cunha            | Jonas                                                 |
| Kayky Gonzaga         | Jayme                                                 |

### Produktionsnotizen
Die Aufnahmen für die Telenovela entstanden hauptsächlich in Peru. Neben Cusco und Machu Picchu wurden Arequipa, Colca Canyon, Ollantaytambo und Sacsayhuamán als Drehort der einzelnen Folgen ausgewählt. Ein Team von mehr als vierzig Personen war für die Auswahl unterwegs. Die Ausrüstung, die zu transportieren war, lag bei circa 700 Kilogramm. Allein für die Kostüme wurden 26 Koffer benötigt. Ein lokaler Produzent unterstützte das Team. Peru, für die überwiegend in Brasilien spielende Telenovela, wurde aufgrund der Vorliebe des Autors Walcyr Carrasco gewählt. Carrasco, Mauro Mendonça Filho und Wolf Maya, die Regisseure, reisten sieben Monate vor Beginn der Dreharbeiten nach Peru, um die Orte für die einzelnen Szenen festzulegen. São Paulo, das als fester Schauplatz für die Serie dient, ist ebenfalls in einzelnen Szenen eingebaut. In der Stadt selbst begannen Anfang März 2013 die Aufnahmen für Amor à Vida. Während des Drehs kehrte man auch immer wieder dorthin zurück. Zu den ausgewählten Orten in São Paulo gehören das Vale do Anhangabaú im Stadtzentrum, die Avenida Paulista, eine der wichtigsten Straßen der Stadt, das Memorial da América Latina, ein Kultur-, Politik- und Freizeit-Komplex, die Viertel Bixiga, ein Knotenpunkt für italienische Einwanderer, und Liberdade, ein Distrikt mit den wichtigsten Sehenswürdigkeiten der Stadt, der Parque Villa-Lobos und die Straßen der Innenstadt von São Paulo.
Die gesamte Besetzung nahm an Treffen und Vorträgen in einem Krankenhaus in Rio de Janeiro teil, um besser zu verstehen, wie der tägliche Ablauf in einer Klinik in der Realität aussieht.
Eigentlich sollte Nathalia Dill die Rolle der Protagonistin Paloma spielen, sie entschied sich jedoch für ein anderes Projekt. Als Antagonist der Serie war ursprünglich eine Frau vorgesehen, durch verschiedene Umstände kam es jedoch dazu, dass Walcyr beschloss, die Figur in einen homosexuellen von Mateus Solano gespielten Mann zu verwandeln. Vanessa Giácomo sollte eigentlich die Rolle der Nicole spielen, wurde dann aber als Aline bestätigt.

### Musikauswahl
- Piradinha von Gabriel Valim
- Pontes Indestrutiveis von Charlie Brown Jr
- As Mina Pira na Balada von Gusttavo Lima
- Meiga e Abusada von Anitta
- As Curvas da Estrada de Santos von Estácio
- Trem das Onze von Zeca Pagodinho & Rildo Hora, Zé Menezes e Rogério Caetano
- O Amor em Paz von Ivete Sangalo
- Um Ser Amor von Paula Fernandes
- Fofinha Delicia von Sorriso Maroto
- Amor, Amor von Wanessa
- Comustivel von Ana Carolina
- Você Não Poderia Surgir Agora von Roberta Sá
- Caio no Suingue von Pedro Luis e a Parede
- Na Selva de Pedra von Conexão Baixada
- Maravida von Daniel
- Amor à Vida von Nando Reis
- Dançando na Garoa von Jammil
- Sambas Urbanos von Rodrigo Pita
  - Einbindungen mit Musik für Mateus Solano
- When I Was Your Man von Bruno Mars
- Just Give Me a Reason von Pink feat. Nate Ruess
- Proud von Heather Small
- Brand New Me von Alicia Keys
- Get Lucky von Daft Punk feat. Pharrell Williams
- Up in the Air von Thirty Seconds to Mars
- We Can’t Stop von Miley Cyrus
- Busy (For Me) von Aurea
- The Stars (Are Out Tonight) von David Bowie
- Bad von Groovy Waters
- Wake Up and Love Me von Casey Thompson
- Un Vestido y Un Amor von Caetano Veloso
- Ci Sono Pensier von Mariella Nava
- Summertime Sadness von Lana Del Rey

Weitere internationale Stücke
- Clair de Lune von Claude Debussy
- I Have The Love von Simply Red
- The Perfect Life von Moby
- Beautiful ’Cause You Love Me von Girls Aloud
- Reach Up von East Freaks
- Start Again von Van Snyder
- Empathy von Alanis Morissette
- Wake Me Up von Avicii

## Rezeption

### Einschaltquoten, Erfolg und Nachwirkung
TV Globo wertete die Seifenoper als gelungen, da sie in der Bevölkerung große Resonanz hatte und gute Einschaltquoten vorweisen konnte. Auch die ausgewählte Besetzung kam gut an. Tatá Werneck, die die Valdirene do Espírito Santo spielte, galt als die große Offenbarung der Telenovela. Die Schauspielerin Maria Casadevall in der Rolle der Patrícia Mileto Donato nahm diese Bewertung innerhalb der Handlung ein. Vor allem aber die Darstellung des Bösewichts Félix durch Mateus Solano wurde hoch gelobt. Seine Darstellung wurde als eine seiner besten Leistungen bezeichnet. So meinte der Kritiker Gustavo Buena, die Figur sei auch durch ihre nicht nur böse Seite populär geworden. Solano zeige Félix’ Absichten allein mit Blicken und Gesten. Bei Yahoo hieß es, das erste Kapitel von Amor à Vida mit viel Rhythmus und einem sensationellen Bösewicht übertreffe alle Erwartungen. Die Telenovela habe die Chance, das Publikum zu fesseln. Auch der erste Kuss zwischen zwei Schwulen in einer Seifenoper von TV-Globo beschäftigte Medien und Zuschauer und löste große Kontroversen einschließlich Appellen in den sozialen Medien aus. Auch die Financial Times thematisierte den schwulen Kuss in der Seifenoper und befand, das sei ein historischer Moment für Brasilien gewesen.
Die Figur der von Fabiana Karla gespielten Perséphone Fortino, die in der Telenovela durchgängig aufgrund ihrer Fülligkeit gedemütigt wird, störte dicke Frauen in Brasilien, die daraufhin eine Bewegung gründeten und eine Petition zur Unterstützung ihrer Bewegung einreichten. Obwohl Perséphone in der Serie heiratet, war die Sympathie der Öffentlichkeit nicht bei dem Paar. Die Kapitel, die die Hochzeit thematisierten, ließen die Einschaltquoten abfallen.

### Auszeichnungen
Die Telenovela beziehungsweise die Mitwirkenden wurden mit zahlreichen Auszeichnungen bedacht, darunter dem
- Nickelodeon Kids’ Choice Awards,
- dem Universo Online,
- dem Melhores do Ano,
- dem Trofeu Imprensa und
- dem Sistema Brasileiro de Televisão.